# Anton Unterkofler
Anton Unterkofler, né le 12 avril 1983 à Schwarzach, est un snowboardeur autrichien spécialisé dans les épreuves de slalom parallèle et de slalom géant parallèle.

## Palmarès

### Jeux olympiques
| Édition/Discipline | Slalom parallèle | Slalom géant parallèle |
| JO 2014            | 17e              | 22e                    |

### Championnats du monde
| Édition/Discipline | Slalom parallèle | Slalom géant parallèle |
| Mondiaux 2013      | 10e              | 15e                    |

### Coupe du monde
- Meilleur classement du parallèle : 11e en 2008.
- 3 podiums dont 1 victoire à Carezza, le 13 décembre 2013.